# Hermann Nasse (Kunsthistoriker)
Hermann Nasse (* 30. September 1873 in Obervölklingen; † 1944) war ein deutscher Kunsthistoriker.

## Leben
Ab 1910 schrieb er zahlreiche Beiträge für die Münchener Zeitschrift „Die Kunst“. Am 19. Dezember 1924 wurde er an der Universität München mit einer Dissertation über den Augsburger Maler Johann Matthias Kager (1575–1634) promoviert. Er lehrte Kunstgeschichte an der Münchener Kunstakademie.

## Veröffentlichungen (Auswahl)
- Jacques Callot (= Meister der Graphik 1). Klinkhardt & Biermann, Leipzig 1909 (Digitalisat).
- Stefano della Bella – Ein Maler-Radierer des Spätbarocks (= Zur Kunstgeschichte des Auslandes. Heft 104). Heitz, Straßburg 1913.
- Wilhelm Leibl (= Hugo Schmidts Kunstbreviere 1. Reihe Einzelkünstler Nr. 32). Hugo Schmidt, München 1923.
- Fra Giovanni Angelico da Fiesole. Allgemeine Verlagsanstalt, München 1924.
- Deutsche Maler der Frühromantik (= Hugo Schmidts Kunstbreviere 1. Reihe Einzelkünstler Nr. 34/35). Hugo Schmidt, München 1924.
- Johann Mathias Kager, der Stadtmaler von Augsburg 1575–1634. Maschinenschriftliche Dissertation. München [1924] (106 Seiten).
  - Johann Mathias Kager, der Stadtmaler von Augsburg 1575–1634. Auszug der Dissertation. München 1925 (8 Seiten).